# غار عباس‌آباد (قزوین)
غار عباس‌آباد یکی از غارهای موجود در استان قزوین است. این غار، مجموعه‌ای از دو غارِ شمالی و جنوبی است. هر دو غار زیستگاهِ انسانها بودهاند و وجودِ بقایای سفال‌هایی که در نتیجه حفاریها بدست آمدهاند، گویای سال‌ها زندگیِ انسان در درونِ آن است. انسان‌ها این غارها را به عنوان پناهگاهی امن تلقی می‌کردند و در مواقع خطر به آن رجوع می‌کردند.

## موقعیت
به فاصله ۵۵ کیلومتری شهر قزوین قرار گرفته‌است. از آبگرم به سوی قزوین و در سمت راست جاده و بعد از حدود ۴ کیلومتر، کوهی منفرد به ارتفاع حدود ۳۰۰ متر از زمینهای اطراف قرار دارد. غارهای عباس‌آباد در این کوه زایش یافتهاند.
دهانه‌های غارها مشرف به رودخانه خَرِّه رود (رود گلین) و در ارتفاع ۱۵۵۰ متری سطح دریا قرار دارند. دهانه‌ها حدود ۲۰۰ متر از یکدیگر فاصله دارند. مختصات این غارها عبارتند از: ۳۵/۴۱/۴۳ درجه عرض شمالی و ۴۹/۱۸/۱۰ طول شرقی.

## ساختمان غارها

### غار شمالی
این غار وسیعتر به عمق حدود ۱۶۰ متر با دالانی به طول ۵۰ متر و پهنای متغیر از ۲ تا یک متر و بلندی حدود ۲ متر آغاز می‌شود. کف این تالار پوشیده از کانی رُس لغزنده است که با شیبی تند به انتهای غار می‌رسد. وسعت این تالار حدود ۸۰۰ متر مربع و از بخش‌هایی گوناگون تشکیل شده‌است.

### غار جنوبی
این غار از وسعتی کمتر برخوردار است. پس از عبور از دالانی تنگ به عمق ۳۰ متر و چند پیچ و خم به تالار اصلی می‌رسیم. طول و عرض این تالار حدود ۱۵×۴۰ متر است. از این تالار چند دهلیز و دالان فرعی جدا می‌شود که طویلترین آن‌ها دالان انتهای تالار است. این دالان رفته رفته تنگ می‌شود و به انتها می‌رسد.

## ویژگی
غار بزرگ یکی از محلهای وسیع زندگی خفاش هااست. تعداد خفاشها به قدری زیاد است که بازدیدکنندگان هنگام ورود به آخرین تالار تصور می‌کنند در انتهای غار آبشاری جریان دارد و صدای آن را می‌شنوند؛ در حالی که صدای آبشارمانند حاصل حرکت و تنفس دسته جمعی خفاشهاست.